# 오주연문장전산고
《오주연문장전산고》(五洲衍文長箋散稿)는 조선 후기 헌종 때, 이규경이 우리나라ㆍ중국(中國)을 비롯한 여러 나라 고금(古今)의 사물에 대하여 고증하고 해설한 책이다.

## 개요
책 제목의 '오주(五洲)'는 '5대양 6대주'의 줄임말이자 저자 이규경의 호이며, 책에 대한 저자 자신의 겸손함이 담긴 '거친 문장'이라는 뜻의 '연문(衍文)', 여러 설을 모아 훈고(訓詁) 한다는 '장전'(長箋), '흩어진 원고'라는 뜻의 '산고(散稿)'가 합쳐진 말이다. 60권 60책에 달하는 분량 속에 천문, 의학, 역사, 지리, 농업, 서학, 병법, 광물, 초목, 어충, 음악 같은 방대한 항목에 관한 설명을 1,417개 항목의 '변증설'(저자의 주관적인 견해가 피력된)로 처리하여 세밀한 문제까지도 고증학적 태도로 다루었다. 서문에서 저자는 "명물도수(名物度數)의 학문이 성명의리지학(성리학)에는 미치지 못하지만, 가히 폐할 수는 없는 일이다."라며 다양한 학문의 중요성을 강조하였다.
이 《오주연문장전산고》는 처음 편찬된 뒤 오랫동안 잊혀져 있었다. 이 책의 가치가 새롭게 평가된 것은 1920년대에 재발견된 이후의 일이다. 당시 국문연구소 위원으로 국어운동에 기여했던 권보상이 어느 날 우연히 군밤장수의 포장지로 사용되고 있는 《오주연문장전산고》를 극적으로 발견하여 이 책의 일부를 입수했다. 이후 다른 경로로 최남선이 60권 60책을 입수했으나, 1940년대에 영인하자는 요청을 거절했다.
이미 몇 장은 없어진 상태였고 그 편집 체제도 일정하지 않았다. 때문에 학자들은 원래의 《오주연문장전산고》는 현재의 분량보다 더 많은 분량이었을 거라고 추정했다. 그렇게 발견된 《오주연문장전산고》는 최남선이 입수한 원본을 바탕으로 다시 필사본이 제작되었고, 이는 규장각 도서로 편입되어 서울대학교 도서관에 보관되었다. 하지만 최남선이 소장한 원본은 영인하지 못한 채 6.25 전쟁으로 불타버리고 대신 서울대학교 규장각에 소장되어 있던 필사본만 남아 전해지게 된 것이 바로 현재의 《오주연문장전산고》이다. 규장각에 소장된 《오주연문장전산고》의 도서번호는 규5627. 그나마도 현재 1권에서 4권까지는 낙질되어 최종적으로는 56책만이 남아있다.

## 내용의 특징
1,417항목 가운데 약 80개 항목은 서학, 즉 서양 학문에 관련된 것이다. 그가 변증(demonstration)한 서양 학문에 관련된 항목들은 천문, 역산(曆算), 수학, 의약, 종교 등 다방면에 걸쳐 있고, 참고한 서적은 《천주실의》, 《직방외기》(職方外紀)등 20종에 달한다. 서양 문명과 중국 문명의 비교를 통해 저자는 중국 문명을 형이상학의 도(道), 서양 문명을 형이상학의 기(器)로 설명하며, 그 '기'를 잘 이용한 서양 기술의 우수성을 인정하면서도 동양 사회가 지닌 과학적 전통을 중시했는데(동도서기東道西器) 이러한 그의 사상은 훗날 개국통상론으로 이어진다. 또한 선비라도 먹지 않으면 살 수 없음을 들어 농업이 무엇보다도 중요한 생명의 근본임을 강조했다. 농가의 월령(정례적인 연간 행사를 월별로 구별하여 기록한 표)에 대한 변증설과 구황식물로서의 고구마의 중요성을 언급한 「북저변증설(北藷辨證說)」을 비롯한 농기구, 직조기구, 어구(漁具) 등 농어민의 실생활과 관련된 많은 사실들에 대해서도 고증하였다.
이규경은 역사 고증에도 많은 비중을 두었는데, 「동국전사중간변증설(東國全史重刊辨證說)」(권27)에서는 단군 이전의 한국사, 그리고 발해사의 소중함을 일깨우는 한편으로 한국사에 대한 철저한 고증학적 태도를 견지하고 있다는 평가를 받고 있다. 또한 「울릉도사실변증설(鬱陵島事實辨證說)」에서 평민 출신의 안용복(安龍福)이 울릉도를 지키기 위해 힘쓴 사실을 자세히 기록하여, 국토에 대한 애정과 더불어 신분이 낮다 해도 나라를 위해 큰 역할을 할 수 있다는 것을 강조한다.
세상 사람들은 우리 역사가 증거됨이 없어서 황당하고 괴이하다고 하지만, 나는 그렇지 않다고 생각한다. ... 스스로 증거할 수 없음을 혐의로 하여 사료를 흩어지게 하거나 잃어버려서는 안 되며, 단군 이전의 사적은 《황왕대기》(皇王代紀), 《역사》, 《해동역사》(海東繹史)를 참조해야 한다. ... 발해는 고구려를 이어받았으며, 땅은 지극히 넓었고 문화가 화려하여 해동성국(海東盛國)이라 불렸다. 요령의 심양 영고탑 사이에 있었는데 우리 역대의 역사에는 빠져 있으니, 마땅히 고구려 아래의 반열에 넣어야 할 것이다.

한국의 역사 외에도 물산이나 향도, 속악 같은 한국 고유의 것, 한국의 전통에 대해서도 소홀히 하지 않았다. 「판무변증설(板舞辨證說)」(권11), 「연희변증설(煙戱辨證說)」(권23), 「성중선속변증설(城中善俗辨證說)」(권33), 「석전목봉변증설(石戰木棒辨證說)」(권36) 등은 당시의 하층문화와 민속예술의 여러 영역에 대한 많은 자료들을 오늘날 제공하고 있다. 이 자료들은 당시의 생활사와 풍속사 연구에도 유용하게 쓰인다. 외국의 역사에 대해서도, "외국에도 또한 역사가 있으니, 모두 같은 문화를 입었다면 오랑캐 후예라 해도 버릴 수 없다. 외국의 역사는 불가불 알아야 할 것이라, 정사를 읽다가 그 근거를 참고할 곳이 있으므로 그 근거를 적는다."면서 외국의 역사와 문화를 비중있게 다루었다. 민속학에 있어서는 「무격변증설」(巫覡辨證說), 「화동음사변증설」(華東淫祀辨證說), 「김부대왕변증설」(金傅大王辨證說) 등의 항목을 두어 무속의 역사와 실상을 언급하였는데, 비록 단편적인 면에서 유학자로서의 편견을 벗어나지는 못했지만, 무속의 역사나 실상을 파악하려는 움직임의 하나로서 훗날 이능화의 『조선무속고』에도 영향을 주었다는 평가를 받고 있다.
또한 그는 도량형 문제에도 관심을 가졌고, 화폐의 유용성과 시장의 유래와 기능을 소개하고 나아가 개국통상론(開國通商論)을 주장하였다. 「장시변증설」에서 그는 전국의 장날을 통일하자는 주장과 함께 투기와 고리대의 폐단이 없는 상업의 발달을 추구했고, 서양 및 중국과의 통교와 더불어 서양의 선박과도 적극적으로 무역을 해야 한다고 주장하였다. 이는 18세기 후반 박지원(朴趾源), 박제가(朴齊家) 등의 북학파(北學派)들이 주장한 [[서학] 수용과 대외 개방에 대한 주장을 이어받은 것으로 평가받고 있다. 부강한 국가를 위해 이규경은 도교나 불교, 자연과학 같은 모든 학문과 사상을 흡수하고 응용하고자 했고, 광산 개발이나 화기 개발 같은 실용적인 문제에도 깊은 관심을 가졌다.

## 의의와 평가
19세기 조선은 내부에서 축적된 학문적 성과와 청 고증학의 영향, 사회 경제적 모순에 맞서는 새로운 사상 풍토의 조성 등으로 학문과 사상의 폭이나 깊이에서 현저한 성과를 보였다. 특히 양란 이후 주자성리학만 고집하기보다는 국가 통치나 민생에 필요한 모든 학문 분야를 포괄하는 박학의 풍조가 사상계 한 귀퉁이를 차지하면서 뛰어난 지성들이 나타났다. 《오주연문장전산고》는 기왕의 실학자들의 학문적 성과, 이수광의 《지봉유설》, 이익의 《성호사설》, 친할아버지인 이덕무의 《청장관전서》등으로 이어지는 조선 후기의 백과사전적 학풍을 체계화했다는 데에 그 의의를 지닌다. 또한 서얼이라는 신분상의 한계로 중앙 정계에서 큰 활약을 할 기회를 얻지 못했던 이규경은 동시대의 중인 출신의 지식인인 최한기나 최성환, 김정호와 교유하며 그들로부터 《해국도지》나 《영환지략》같은 서양 정보가 담긴 최신 서적이나, 지리학에 대한 정보를 얻기도 했다. 양반의 전유물로만 여겨져오던 시와 문장, 저작 활동에 중인층이 적극적으로 참여하고 또 주도하기까지 하게 된 18세기 이후의 시대적 흐름이 19세기의 《오주연문장전산고》에도 드러나 있는 것이다. 이규경이 이어받은 18세기 후반 북학파가 주장한 중상주의 학풍은 훗날 오경석, 유홍기, 박규수 등에게로 이어져 초기 개화사상의 토대가 되었는데, 이러한 점에서 이규경은 18세기 북학파와 19세기 후반 개화사상을 연결하는 고리 역할을 했다고 평가할 수 있다.

## 간행본
조선광문회에서 이 책의 필사본을 제작한 이래, 1959년 동국문화사에서 규장각 소장본을 바탕으로 상ㆍ하 2책의 영인본을 간행하고, 민족문화추진회에서 1967년에 「경사편」, 1982년에는 「인사편」의 국역본을 완성했지만, 그 뒤 예산 문제며 책의 방대함, 저자의 학문적 깊이 등으로 인한 갖가지 난해한 문구 해석에 대한 문제로 국역 사업은 한동안 제대로 진행되지 못한 상태이다. 최근에 이르러서야 국역 사업이 다시 전개되었다.

## 참고 문헌
- 신병주, 「규장각에서 찾은 조선의 명품들」책과 함께, 2007

## 같이 보기
- 대동여지도
- 조선무속고